# 社会生物学
社会生物学（しゃかいせいぶつがく、英語: sociobiology）は、生物の社会行動が自然選択の元でどのように進化してきたか、行動の進化的機能を扱う生物学の一分野である。エドワード・オズボーン・ウィルソンの『社会生物学』(1975)によって創始されたが、いわゆる社会生物学論争に巻き込まれたため、「社会生物学」の名称を忌避して、「行動生態学」などの名前を用いる研究者も多い。遺伝子の視点から生物の行動を数学的（ゲーム理論など）に解析し、構築された仮説は実験やフィールドワークによって検証される。研究手法は集団遺伝学に基づいているが、動物の社会行動を進化的に論じる事を可能にする理論とともに発展したため、動物行動学とも密接な関わりを持つ。行動生態学、進化生態学などの言葉もあるが、本項では同じものとして扱う。定義については以降の定義の節を参照のこと。一部の研究者は行動に関わる遺伝子の特定や分子メカニズムに注目し、隣接領域として分子行動学、行動遺伝学を形成しつつある。また分子生態学とも密接に関連する。

## 概要

### 登場背景
周囲の環境に適応しているものが生き残り、適応していないものは淘汰されるという過程によって生物の進化が起こるというチャールズ・ダーウィンの自然選択説に基づく進化論は、生物学をはじめ他の学問分野にも大きな影響をあたえた。
ところが、個体を単位とする自然選択説では説明が難しい動物の行動が、広く存在している。例えば、ミツバチでは、女王バチが産んだ卵から成長した雌バチは、自分では卵を産むことなく、女王を助けて自分の妹たちの世話を焼いて一生を過ごす。つまり、自分の繁殖の機会を棄てて女王の繁殖を助ける。またシマウマの群れでは見張り役がいて、ライオンの接近を鳴き声や身振りで群れに知らせるという。そのような目立つ行動を取ることは、まず敵の注意を引くので危険であると考えられる。それに、敵を見つけたら、黙って逃げ出した方が早く逃れられるし、他の仲間を身代わりにすることもできるであろうとも思われる。このように、自分を犠牲にして他者を助ける行動を利他的行動とよび、その例は多い。
このような行動を説明するのにまず提唱されたのが群選択説であった。これは生物個体の行動は群れや種の利益を最大化するようにできており、生存競争は群れの間で起きると考えられた。この説明は「種の保存のため」というフレーズと共に、利他行動の説明として受け容れやすかったため広まった。しかしこの説ではどうやって自己を犠牲にし種全体の利益を計る性質が受け継がれていくかを厳密には説明できなかった。
すなわち利他的行動を取る個体の集団の中に、突然変異や他の群れからの移住によって利己的な個体が発生したと仮定する。たとえば見張りをしても、敵の接近を仲間に知らせないで逃げる個体が出現するというようなことである。もしそうなれば、そのような個体の方が死亡率は低くなるだろうから、自然選択の結果、真っ先に逃げるような形質が残るはずである。
働きバチの例はそれより深刻で、働きバチはそもそも繁殖をしない。親が繁殖をして、親の形質が伝わった子孫が残るのが自然選択の前提なので、この場合、その前提が成立しない。繁殖をしないのだから、その形質を持つ子孫が残るはずがない。ダーウィン自身はこの問題に、アリやハチの場合は家族単位で選択が働くのだろうと答え、後の議論の先き取りをしていたが、そのメカニズムを説明することができなかったため場当たり的な説明だと批判を受けた。

### 血縁淘汰説
1964年、イギリスの生物学者、ウィリアム・ドナルド・ハミルトンが血縁淘汰説を発表する。一般にこの説が発表された時点が社会生物学の始まりと考えられている。社会生物学という分野の名称は、この血縁淘汰説などを援用して書かれたエドワード・オズボーン・ウィルソン の「社会生物学」（1975年）によって広く認知されるようになった。
血縁淘汰説は、まず自然選択で選択されるのは個体ではなく、遺伝子のもたらす表現型である、ということを明らかにすることから始まる。そして、自然選択を遺伝子の側から見直したのである。
自分の子を残すと言うことは、自分の遺伝子を残すと言うことである。これを遺伝子の側から見れば、自分と同じ遺伝子が入った個体が残るという言い方になるだろう。つまり、ある遺伝子が表す表現形が、たとえば体色が目立たなくて敵に見つからないなど、結果としてその遺伝子を持つ個体を増やすように働くなら、その遺伝子は自然選択によって残ることになる。遺伝子には行動に影響を与えるものもあるだろう。その場合、行動も他の形質と同じく、自然選択を受ける表現型として捉えられる。
そこで、遺伝子をより多く残すにはどうすればいいか。人間と同じ繁殖様式の動物では、親から見れば、子供には自分の半分の遺伝子が入っている。これを遺伝子側から見ると、親にある任意の遺伝子が、その子に含まれる確率は２分の１である。兄弟ではどうかというと、兄弟間で片方の持つ任意の遺伝子がもう片方に含まれる確率は、親子間同様２分の１である。そうすると、自分の持つ遺伝子を後世に残す方法として、子を産まなくても、兄弟を増やせばいいという選択も成り立つ。
いま、ここに自分は生殖に参加せず、母親を助けて兄弟を育てるという行動を取らせる遺伝子があったとする。そして、その行動を取ることによって、もし自分が単独で繁殖した場合に手に入る子孫以上の兄弟が手に入るとしたら、この遺伝子は兄弟を通じて自然選択に勝つことができる。これは遺伝子がそのように振る舞うという意味ではなく、より効率的な行動や形質を司る（あるいは影響を与える）遺伝子が、自然淘汰によって、そのような行動や形質をもたらさない対立遺伝子よりも数を増していくだろうと言うことである。
これが血縁淘汰説の概要である（ハミルトンのもとの論文は、複雑な数式をつかった難解なものである）。この説は、社会性昆虫の非繁殖階級を説明できるだけでなく、自然選択において選択される単位が遺伝子であることを明かしたことで、進化生物学の研究全般に大きな方向を示し、動物に広く見られる利他行動をはじめとした社会的な形質や行動の進化を説明可能にした。

### ESS理論
1973年、イギリスの生物学者、ジョン・メイナード＝スミスは、この血縁淘汰説にゲーム理論を導入したESS理論（ESS = Evolutionarily Stable Strategy：進化的に安定な戦略）を発表した。これは社会行動のように、ある行動や形質の利益が他の個体の行動や他の形質によって決まり、唯一の最適解がない場合に適用できる。
例えば、働きバチの例に当てはめてみる。外敵に襲われたとき自身の針により攻撃を加える行動(ハチ自身にとっての)利他的行動を行うハチは、もし攻撃が失敗し外敵の排除に失敗した場合、自身も死に、自分の属する女王バチの生存確率も減るので大きな不利益が得点される。また仮に攻撃が成功し外敵の排除に成功すれば、自身は死ぬが女王バチの生存確率は高まるので、ある程度の利益が得点される。また攻撃しないで他の働きバチが捨て身の攻撃を行う戦略を採用したハチの場合、他のハチによる攻撃により外敵が排除された場合、自身の生き残りと女王バチの生存確率が高まるので最大の利益が得点される。しかし他のハチの反撃が失敗した場合、自身の生き残りには成功するが、女王バチの生存確率が低下するのでわずかな利益が得点される。
つまりESS理論によれば、利己的行動を選択する個体が増えても集団に不利益が発生し、また利他的行動を選択する個体が増えても、自身の不利益による集団内での損耗が発生するため、利己的行動を取る個体と利他的行動を取る個体は安定するという。
また社会集団を形成している生物(人間も含む)では、各個体は無意識のうちにこれらの利益マトリックスにのっとり、自身が利己的行動か利他的行動を取るかを選択していると論じている。
結局のところ、各個体の利己的行動も利他的行動も、その個体の属する群の利益ではなく、個々の遺伝子にとっての利己的行動であり、個体が遺伝子を反映してそれぞれの戦略を取った結果、その種全体の行動（運命）が決まってゆくわけである。

## 定義

### 範囲
E.O.ウィルソンは社会生物学を「全ての生物の社会的行動の生物学的基礎の体系的な研究」と位置づけた。しかし社会行動の研究全てが社会生物学と呼ばれるわけではない。社会生物が扱うのはそのうち進化に関わる部分である。ウィルソンは動物行動学をはじめ生物の行動に関する研究は究極要因を解明する社会生物学と、神経行動学などの至近要因を解明する分野に二極化すると予測した。ここには動物だけでなく植物や微生物の行動、習性も含まれる。ウィルソンは「社会」を相互作用する同種個体の関係と定義したが、異種個体間の相互作用（ハンディキャップ信号のやりとりなど）も研究対象である。またヒトも明確に研究範囲に含めたが、通常はヒトの行動の進化は人間社会生物学、人間行動生態学、ヒューマン・エソロジー、進化心理学など異なる分野として扱われる。

### 社会生物学と行動生態学
社会生物学と行動生態学はほぼ同様の理論を用い生物の社会行動の進化を解明する。従って多くの場合この二つの分野は同じものと見なされる。しかし研究者によっては厳密に使い分けることがある。行動生態学という呼称は主にイギリスの生物学者に好まれた。社会生物学という呼称が社会進化論と混同されやすいこと、後述する社会生物学論争によってネガティブなイメージが定着したこと、ウィルソンの個人的な定義への反発（ウィルソンは群選択を認め、また心理学や社会学も社会生物学の元で統一可能であると論じた）などが原因であった。一方で行動生態学を生態学的ではない側面も扱えるように社会生物学と呼び変えるよう提唱されたこともある。リチャード・ドーキンスやW.D.ハミルトンはこの分野をエソロジーの一分科、機能的エソロジーと呼んだ。機能的とはニコ・ティンバーゲンの用語で進化的機能という意味である。

## 習性学から行動生態学へ
ハミルトンが提唱した血縁選択説のルーツは、ロナルド・フィッシャーとJ・B・S・ホールデンの示したアイディアまで遡ることができる。しかしハミルトンが理論的な枠組みを完成させたことで、この説は進化生物学に大きな転換をもたらした。本来はアリやハチなど社会性生物に関する理論だったが、ジョージ・ウィリアムスやE.O.ウィルソン、リチャード・ドーキンスらによって、より幅広く、様々な生物の社会性の進化に適用できる理論であることが示された。

### 遺伝子中心視点主義
血縁淘汰説、ESS理論などの考え方を、一部の昆虫だけでなく様々な生物の形質に適用できる一般的な理論だと考え、更に先鋭なスタイルで表現したのが、リチャード・ドーキンスである。彼は、1976年に発表した「利己的な遺伝子」や「延長された表現型」（1982年）などの著作でこの考え方を広めた。この考え方は遺伝子中心視点主義と呼ばれるようになった（日本では利己的遺伝子論と呼ばれることが多い）。
自然選択の実質的な単位は、それが固体であれ群れであれ、たとえ何であっても常に利己的である。自己の適応度を高め、他者の適応度を低めるような性質を持っていなければ自然選択によって排除されるためである。先の血縁淘汰説があきらかにしたのは自然選択で選ばれている実質的な単位は遺伝子だということである。遺伝子は細胞の機能を介して生物の形質を作り上げる。生物たちは、その機能をもって競争し、競争に勝ったものだけがその子孫をのこし、それが進化をもたらす。ドーキンスは遺伝子が自分の作った生物個体という名の生存機械を使ってサバイバルゲームを演じている、と表現した。
この論理は生物学だけでなく社会一般に大きな衝撃を持って迎えられた。その表現のスタイルは、ウィルソン「社会生物学」の大胆な展望とともに激しい論争を引き起こした。特に利己的遺伝子という比喩表現は広く誤解を受けた。利己的遺伝子とは、遺伝子が利己的な考えを持っているという意味ではなく、また個体が常に自分勝手だという意味でもない。ただ単に自然選択の単位が遺伝子であることを表しているに過ぎない。1960年代から始まった社会生物学は急激にその論旨を展開していったが、現在では遺伝子中心視点主義は広く受け入れられている。

### 行動生態学の発展
このような新しい観点は、動物の行動の研究にもまったく新しい局面を切り開いた。
それまでの動物の行動に対する研究は、その習性が種の繁栄にとってどのように役にたつかという観点から論じられ、同じ種であればどの個体も基本的には同じ行動をとるものと考えられてきた。
しかし、血縁淘汰説が同種の個体同士は必ずしも協力しているのではなく、むしろ最も激しく生存競争をしている競争相手であると示したことにより、個体の行動が個々の個体にとってどのような意味があるかが考えられるようになった。たとえば性淘汰説では雄と雌ではそれぞれに最適な戦略は違うのではないか、といった分析がなされるようになった。そしてこれまで見逃されて来た多くの現象が明らかになってきた。

#### 代替戦術の存在
ある種のハチでは、地下で蛹になり、羽化して地上にでる。この時、雄が先に羽化して地面に縄張りを作る。そしてその縄張り内から羽化してきた雌バチと交尾する。ほとんどの雌バチは地下から出たところで雄バチに捕まる.
しかし、雄バチの目を逃れる雌バチが少数ながらおり、彼女らは次に花を訪れる。そこには先の縄張り作りの競争に負け、縄張りを作れない雄バチがいて、彼らは花に縄張りを作っている。つまり地面に縄張りを作れない場合は、代わりに雌の２番目の訪問先である花で縄張りを作るという代替作戦を持っているわけである。
このように、ほとんど融通が効かないとされてきた本能行動の中にも、主たる戦術が失敗したときの代替案が存在する事があきらかになってきた。このような行動はそれまでは例外やエラーとして無視されていたが、行動の意味を個体の視点から考えることで、例外ではなく有意義な行動であることが発見されたのである。

#### 真社会性の発見
社会性動物の定義はそれまでは漠然としていた。しかし働きバチのような生殖をしない階級の重要性が認められた事で、社会性昆虫に見られるような繁殖をしない階級の存在するものを真社会性生物というようになった。真社会性を生む仕組みの解明は、それ以外の真社会性動物発見への方向性を示し、アブラムシや哺乳類ではハダカデバネズミ、甲殻類ではテッポウエビから真社会性のものが発見された。

#### 子殺しの発見
インドに生息するハヌマンラングールという猿は、雄が多数の雌からなる群れを維持する。雄は成長すると群れを離れ、やがて力をつけると、群れをもつ雄と戦う。群れの雄を倒すと、その群れの雌と交尾をすることができるようになる。ところがこの群れ雄交代の時に、新しい雄が、群れの雌が育てている子供を殺すことが観察された。(1962年杉山幸丸)
これはあまりにも衝撃的な行動であることから、当初は発見自体が疑問視されたが、同じようなハレム制を持つライオンでも、同様の行動が観察されたことと、社会生物学が受容されたことによってようやく認知されるにいたった。雄にとって、乗っ取った直後の群れにいるのは前の群れ雄の子であって血縁関係はない。しかも、子を育てている限りは雌は発情しないので繁殖できない。ハヌマンラングールにおいて雄が群れ雄の地位を維持できる期間は短いので、前の群れ雄の血を引く子供の独り立ちを気長に待つよりも、すみやかに子を殺し、雌の発情を促す行為の方が適応的である。アメリカヒレアシシギのような性役割の逆転した生物ではメスも子殺しをする。

#### 互恵的利他主義
1971年にロバート・トリヴァースは血縁関係の無い個体間でどのようなときに利他的行動が進化するかを論じた。後にゲーム理論が適用され洗練された。ロバート・アクセルロッドやマーティン・ノヴァクにより政治学にも応用されている。

#### 親による子への投資、親子間の利害対立、兄弟間の利害対立
ロバート・トリヴァースは親の子育て行動を経済学の投資、利益、コストという概念を用いて説明できることを示した。親は自分の持つ有限資源（寿命、エサなど）をどのように自分の生存と子孫を残す努力へ振り分けるか常に判断を迫られている。つまり最も効率よく振り分けできた個体が繁栄する。親は獲得したエサを自分で食べるか、子に与えるか、自己の利益を最大化できる方を選ばなくてはならない。また子にとっては自分が親から与えられる子育ての労力は100%有意義であるが、50%しか遺伝子を共有していない兄妹たちへの子育てはその半分の価値しか持たない。鳥類に多く見られる「兄による弟殺し」は、兄弟間の対立であると同時に、親が予備として子を多めに産んで、第一子が上手く育ちそうなら弟を殺させるという、親子間の利害対立が原因だと考えられている。

#### 性選択の再評価
1980年代から1990年代にかけて、概念的な理論であったランナウェイ説やハンディキャップ理論がESSとなりうることが示されると同時に、フィールドワークでも配偶者選好が実在することが確かめられ、存在を長らく疑われてきた性選択の再評価が始まった。

#### 選択の単位論争
自然選択が働く単位は何かという論争は1960年代以降、現在でも継続中である。社会生物学の諸理論が提出される前は自然選択の単位を区別する事の重要性が十分に理解されていなかった。集団遺伝学や社会生物学では基本的に自然選択を受けて増減する単位を遺伝子（物理的な実体ではなく、情報としての）であると見なすが、系統選択や種選択、マルチレベル選択など遺伝子選択以外の理論も提唱されている、
これらの発展を受けて更に過激な論理も登場している。以下に例を示す。
遺伝子の投機的行動
例えば、鳥の雛はピヨピヨと大声で鳴くことが知られている。これはキツネやカラスなどの外敵に自身の居る位置を教えてしまう事になりこの行動の説明は、今までの論理では困難であった。
イスラエルの生物学者、アモツ・ザハヴィによれば、この行動は、実は雛がキツネやカラスに自分の居場所を教える行動だという。つまり雛の親が早く餌を持ってきて、鳴き止ませないと、雛自身が外敵に食べられてしまう。親からすると自身の遺伝子を残そうとする投資(雛を生み育てること)を無(外敵に雛が食べられる)にしたくなければ、早く餌をもってこいと雛が親を脅迫していると主張している。
癌の発生
癌の発生は、遺伝子のミスコピーで発生することは良く知られている。しかし癌の肥大化はその宿り主である個体の死に至らしめるため、癌の発生メカニズムは行動生物学的に説明が難しかった。

## 批判・評価

### 社会生物学論争
社会生物学は1960年代に始まった若い学問分野であるが、わずか数十年で多くの研究者の議論対象に上り詰めた。特に、動物の利他的行動を遺伝子の利己的戦略という見方から捉える視点は、人道主義的な人間観・倫理観との間に齟齬をきたし、社会生物学論争と呼ばれる大論争にも発展した。
昆虫や魚、鳥、哺乳類などの多くの動物の行動に対しては、ある程度理論を裏付ける観察結果が得られている。一方で、人間のように行動の可塑性が大きく複雑な社会を持つ動物の行動に対し、遺伝的な進化に焦点を当てたモデルを単純に適用することはむずかしい（このことはほとんどの社会生物学者とその批判者が当然のこととみなしている）。そこで、リチャード・ドーキンスは「利己的な遺伝子」のなかで、文化的情報の自己複製子を意味するミームという新しい用語をつくって文化的な進化の側面に注意を喚起し、また遺伝子とミーム双方の「専制支配」に抵抗する自由意志の重要性を指摘した。。社会生物学が適応できないのは人間の中の文化的な部分、可変的で通文化的でも普遍的でもない部分である。
この分野をめぐって欧米でおこなわれた論争の経緯については、ウリカ・セーゲルストローレ『真理の擁護者たち』（邦訳『社会生物学論争史』）が詳細にまとめている。社会学者である著者は、この論争の初期の現場にも立ち会い、また論争の多くの当事者の文献をフォローし、インタビューをおこなってこの本を書いた。論争の科学的側面はもちろん、その道徳的・政治的側面についても（社会生物学に対する批判のなかに偏見や誤解にもとづくものがあったことを含めて）分析を加えており、多くの点でバランスのとれた紹介となっている。論争の当事者の一人であるE.O.ウィルソンによる論争のまとめは、ラムズデンとウィルソン『精神の起源について』第2章「社会生物学論争」がある。ここで、ウィルソンは論争を2期に分けている。

#### 第1次社会生物学論争
E.O.ウイルソンの『社会生物学』の発刊がきっかけになって、ウイルソンvs.「社会生物学研究集団」のあいだに展開された社会生物学批判とそれに対する反論である。社会生物学研究集団は「人民のための科学」を標榜し、米・マサチューセッツ州ボストン周辺の学者達が結成した。中心人物には、S.J.グールド、R.レウォンテインなどがいた。グールドたちの批判は、社会生物学の主張(とくにその最終章)が、人類への進化理論の安易な適用を招き、人種主義・性差別・優生思想等を助長しかねないというものであった。これはイデオロギーあるいは政治的思惑/懸念が科学研究のあり方に介入した例として、しばしばルイセンコ論争と比較される。

#### 第2次社会生物学論争
第2の論争は、「外部の政治的集団から際立った干渉」なく、その意味では第1次論争とは大きく性格が異なる。人間行動の研究者たちが「社会生物学のプログラムに潜む根本的な欠陥」を見出したからである。メアリー・ミジリーなどは、まだ検証されていないことがあるにしても社会生物学には期待できると主張したのに対し、クリフォード・ギアツ、マーシャル・サーリンズなどは、人間は特異で豊かな文化をもち、それらは遺伝的な形質に還元できるものとしては分析できないと主張した。
ウィルソンらの「遺伝子・文化共進化」という構想は、第2次社会生物学論争に応えるものとしてでてきた。遺伝子・文化共進化という構想は、現在では、二重継承理論、二重相続理論として研究されている。

#### その他の評価・批判
ジョーン・ザイマンは、方法論的個人主義が社会生物学にも内在していると指摘している。。

### 日本における評価
日本では、今西錦司の構想に従って、世界に先駆けて霊長類の社会学的研究がすすめられてきた。とくに20世紀後半では、日本の霊長類学の再出発は、欧米の再出発より10年以上も早かった。日本の生物社会の研究は、今西錦司が最初、野生馬社会の研究において適用した命名による個体識別を基礎としている。それによりニホンザルの血縁関係を長期にわたり記録することが可能となり、系統によって文化的能力に差が見られることまで発見された。幸島のサルのイモ洗い行動や麦洗い行動は、年齢や単位集団内の地位により学習速度が異なることのほか、革新的行動をおこす家系までもが発見された。このような発見は、遺伝子中心主義に基づく研究が、個体中心的な行動に偏っていたのに対し、今西錦司は群れ中心的な社会行動の伝承などを強調している。
日本の霊長類学は、その後、アフリカや東南アジアの霊長類の研究にまで拡大されたが、文化(カルチャー)や感情のコミュニケーションなどを排除しない研究に発展した。たとえば、コンゴのワンパでボノボを研究した黒田末寿は、個体間の食物分配に焦点をあて、豊かでダイナミックな社会関係が観察されることを明らかにした。
日本のサル学(霊長類研究)と社会生物学あるいは行動生態学とは、主として視点の違いであり、学問体系として矛盾するものではないが、社会生物学が遺伝子の増殖という観点にこだわりすぎる結果、人間をふくむ霊長類社会を理解する点で、偏った研究と情報を生み出していることに対しては、一般に批判的である。E.O.ウィルソンは、「遺伝子=文化共進化」という概念により、人間を含めた文化的活動を統合しようとしている。しかし、この文化は、ドーキンスが「ミーム」あるいは「延長された表現型」と呼んだものが典型となっており、類人猿とくにチンパンジー属や人間の文化をじゅうぶん捉えきれたものかどうか、大きな疑問がある。とくに生物的能力に支えられてはいるが、文化固有の発展機構については、まったく考察されていない。。